# Płyta mołdawska
Płyta mołdawska – jednostka geotektoniczna Europy, należąca do platformy wschodnioeuropejskiej. Do końca XX wieku uważano ją za część platformy scytyjskiej.
Fundamentem płyty mołdawskiej są skały paleozoiczne, sfałdowane na początku orogenezy waryscyjskiej, jak również później, w czasie fazy kimeryjskiej. Nad nimi leży kompleks skał osadowych o miąższości ponad 4 tysięcy m, złożony z skał okruchowych (środkowa jura - 2000 m), wapieni (górna jura), skał okruchowych (dolna kreda-cenoman - 400 m), wapieni (górna kreda - 850 m). Sekwencję kończy cienka pokrywa osadów deltowych i rzecznych kenozoiku. 

## Literatura
- Włodzimierz Mizerski, "Geologia regionalna kontynentów", Warszawa 2004, ISBN 83-01-14339-8